# Lancaster House

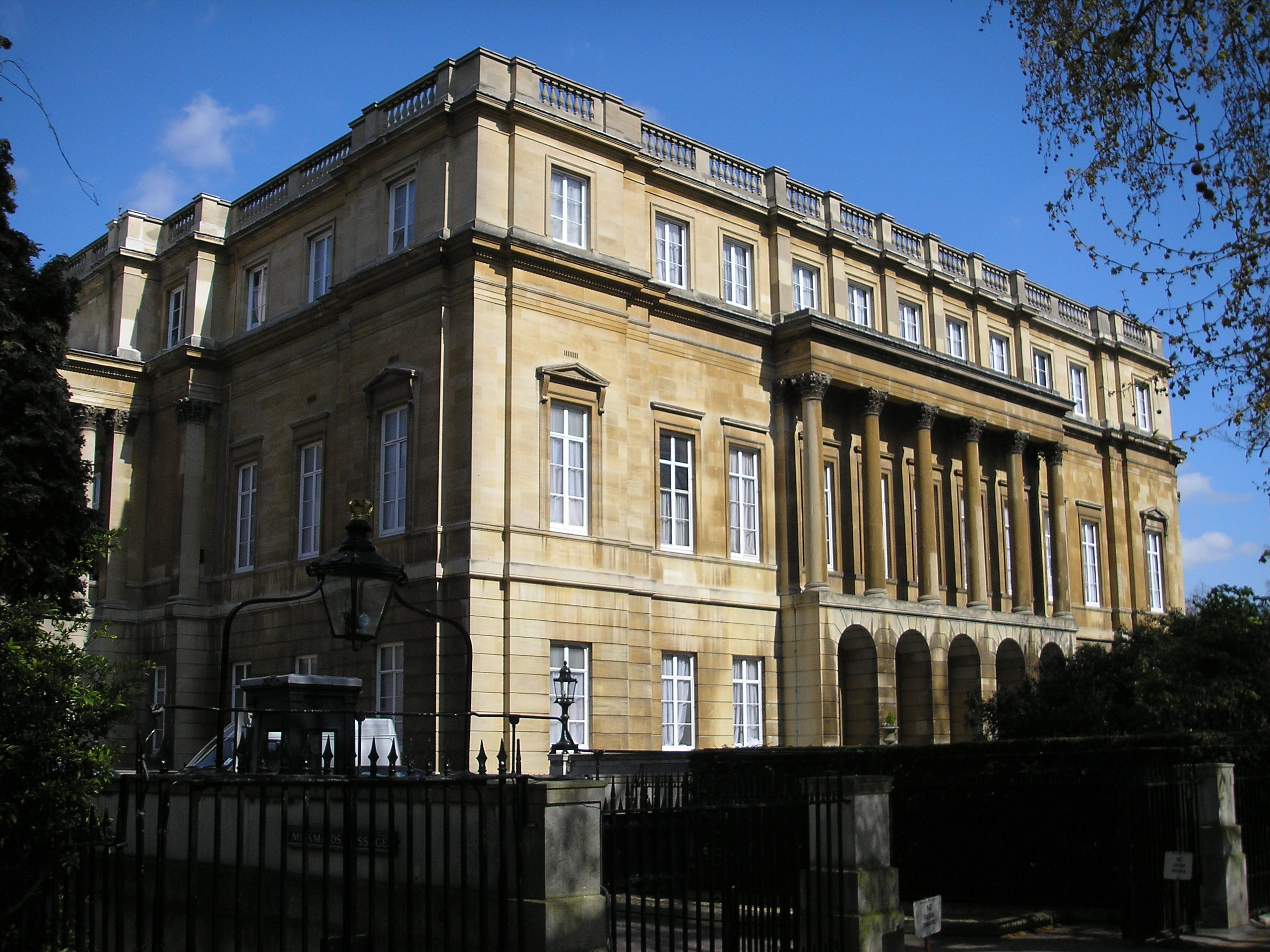
Lancaster House

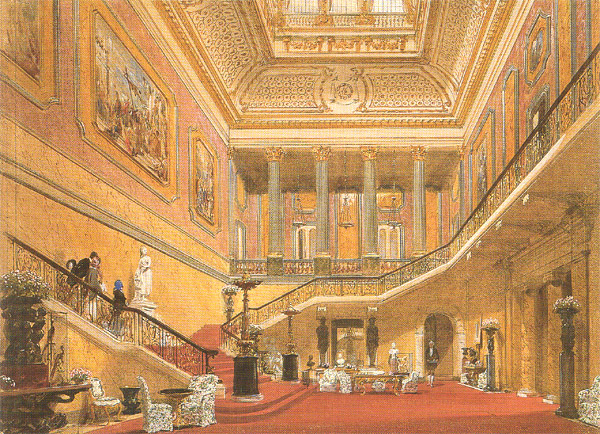
Lancaster House – Zentrale Halle mit der Großen Treppe; Joseph Nash, 1850.

Das Lancaster House ist ein palastartiges Herrenhaus im Londoner Stadtteil St James’s. Es befindet sich, Green Park überblickend, auf dem durch den Stable Yard Road vom St James’s Palace getrennten Nachbargrundstück an der Prachtstraße The Mall. Große Teile des Anwesens, das heute vom Foreign and Commonwealth Office verwaltet wird, gehörten einst zum Palast-Komplex.

## Geschichte
Die Stadtresidenz wurde ab 1825 für Friedrich August, Herzog von York und Albany, zweiter Sohn Georgs III. und Bruder Georgs IV., im klassizistischen Stil errichtet. Nachdem der Bauherr im Jahr 1827 verstorben war, gelangte das halbfertige York House in den Besitz der reichen Adelsfamilie Stafford-Sutherland. Das im Jahr 1843 fertiggestellte Stafford House avancierte zu einem der Zentren des gesellschaftlichen Lebens in London. Bis zu tausend Gäste schwelgten im Glanz großer Abendgesellschaften, Bälle und Bankette.
Die Bezeichnung Lancaster House geht auf William Lever, 1. Viscount Leverhulme, zurück, der das Anwesen 1912 erworben hatte und es zu Ehren der Grafschaft seiner Geburt umbenannte. 1913 schenkte er das Gebäude dem Staat. Bis zum Zweiten Weltkrieg war darin das Museum of London untergebracht; heute wird es für Staatsempfänge und Konferenzen genutzt. 1979 wurde hier das Lancaster-House-Abkommen geschlossen, das die völkerrechtliche Grundlage der Unabhängigkeit Simbabwes schuf.

## Interieur
Das hauptsächlich von Charles Barry und Benjamin Dean Wyatt geschaffene Interieur von Lancaster House ist immer noch prächtig, mit kräftigen Farben in einer weiß-goldenen Umgebung. Zu den architektonischen Glanzlichtern gehört die zentrale Treppenhalle, die bis zum Dach des Gebäudes reicht. Den Abschluss bildet eine gewölbte, von Karyatiden unterstützte Decke mit einer riesigen Laterne. Herausragend auch die von Wyatt entworfene Große Treppe sowie die sich über die ganze Länge des Hauses erstreckende Galerie im ersten Obergeschoss.

## Trivia
Treppenhalle und Räumlichkeiten des Lancaster House dienten als Kulisse in der US-amerikanisch-britisch-französischen Filmkomödie Ernst sein ist alles (nach Oscar Wildes The Importance of Being Earnest) aus dem Jahr 2002, für die Schlussszene in The King’s Speech (2010) und als Treppenhaus im Buckingham Palace für die Netflix-Serie The Crown (seit 2016).